# عمرو سمير
عمرو سمير (3 يوليو 1984 - 5 يوليو 2017)، مذيع وممثل مصري.

## بداية حياته
بدأ حياته كممثل وهو في العاشرة من عمره حيث شارك في فيلم (القتل اللذيذ) أمام ميرفت أمين، إلى أن عاد إلى الساحة من خلال عمله كمقدُم برامج، درس بكلية الإعلام وبعد تخرجه تقدم إلى مسابقة المذيعين بقناة ميلودي ثم اتجه إلى قناة دريم لفترة وشارك في تقديم البرنامج الشبابي الناجح (شبابيك)، و بعد فترة اتجه إلى قناة otv و قام بتقديم برنامج بمفرده و هو برنامج (إيه الأخبار)، إلى أن عاد تم ترشيحه للمشاركة في فيلم (عودة الندلة) مع الفنانة عبلة كامل، وانطلق بعدها خاصة في مجال الدراما التلفزيونية حيث شارك في مسلسلات من أبرزها (جدار القلب)، (قضية رأي عام)، و (مزاج الخير).

## الأفلام والمسلسلات
- عودة الندلة
- القتل اللذيذ
- جدار القلب
- مزاج الخير
- قضية رأي عام

## وفاته
توفي عمرو سمير يوم الإثنين 5 يوليو 2017 عن عمر ناهز 33 عامًا، في غرفته بإحدى فنادق العاصمة الإسبانية مدريد، أثناء قضائه لعطلته الصيفية. وقد رجُح تقرير الطب الشرعي الإسباني أن يكون سبب الوفاة هبوطًا حادًا في الدورة الدموية نتيجة بذله مجهودًا كبيرًا في ممارسة الرياضة دون تناول أي أطعمة، ما تسبب في هبوط مستوى السكر في الجسم، وإصابته بأزمة قلبية.

## روابط خارجية
- عمرو سمير على موقع الدهليز
- عمرو سمير على موقع قاعدة بيانات الأفلام العربية